# GODSPEED
『GODSPEED』（ゴッドスピード）は、高畠エナガによる日本の漫画作品。集英社の漫画雑誌『ミラクルジャンプ』で2014年9月号から2015年6月号まで連載されていた。単行本は全2巻。

## ストーリー
人間を巡って天使と悪魔の間で大きな戦争が勃発し、戦争が終わった後、人間は人間を守るために作られた街イルヴィアにて天使の管理下で生きるようになった。イルヴィアの丘の中心部にある「聖峰」にて一部の人間が隔離されて生かされており、彼らは聖峰を囲む城壁により外に出ることができない。聖峰で育てられて一定期間に達した人間は聖峰を「卒園」することを許され楽園へと導かれるとされている。

## 登場人物
明（あきら）
聖峰にて生活する少年。聖峰で育てられ、城壁の外にある世界について何も知らなかったが、卒園の前に外の世界を見てみたいという興味のもとにイルヴィアへと赴く。
利乃（りの）
明と行動を共にする少女。明に外の世界を見ることを誘われ、消極的ながらも承諾する。
オリヴィエ
イルヴィアに出た明が見かけた少女であり、絹のケープと引き換えに街を案内する。正体は悪魔であり、影を司る。、シルヴィアの秘密にある程度精通しており、聖峰の秘密を見たいという明に協力する。
アマルダ
天使のリーダー格の存在。柔和な表情を浮かべる女性であり、子供たちの教育にも熱心である。聖峰の外のシルヴィアでは城壁を作るために人間を奴隷状態で酷使しており、人間を鞭で虐待している。喜怒哀楽を司る感情の四姉妹の末女であり、「楽」を司るが、嫌味のような口ぶりで話すことも少なくない。

## 用語
天使
かつて悪魔と人間を巡って争った存在であり、白い翼と光輪を持ち、掌で人間を攫めるような巨体を持っている。少なくとも聖峰を監督する天使の中で確認できるものは全員女性であり、それらの天使をアマルダが指揮している。オリヴィエ曰く人の心を持たない。
悪魔
かつて天使と人間を巡って争った存在であり、黒い翼と光輪を持つ。人間に対する干渉の仕方は様々で、人間を食べる悪魔がいる一方、人間に話を持ちかける悪魔もいる。
聖峰
リベリの子供たちが生活する場所であり、子供たちは天使の庇護下のもと衣食住満ち足りた生活をしている。
イルヴィア
中欧戦争の終結後天使によって建設された街。悪魔から人間を守るという名目で人間が生活している。聖峰とそれ以外の地区では街の状態に落差があり、聖峰外の街は荒れ果てている。
リベリ
人間の中で極稀に生まれる特殊な個体。天使の心臓をリベリに飲み込ませることで天使は死んでも復活をすることができる。
リベリとはラテン語で「子供」を意味する。

## 単行本
- 高畠エナガ 『GODSPEED』 集英社〈ヤングジャンプ・コミックス〉、全2巻
  1. 2015年3月19日発売、ISBN 978-4-08-890178-7
  2. 2015年6月19日発売、ISBN 978-4-08-890209-8